# Walenty Faustyn Ignacy Paliszewski
Walenty Faustyn Ignacy Paliszewski herbu Abdank (ur. w Błaszkowie k.Odrowąża  w 1777 roku,  zm. 14 maja 1855 roku w Krakowie) – ziemianin polski, polityk galicyjski; uczestnik powstania krakowskiego.

## Życiorys
Syn Benedykta Paliszewskiego zmarłego w 1802 roku i Franciszki Życkiej herbu Drzewica zmarłej w 1823 roku. Dzierżawca dworu w Skrzyszowie koło Lubziny od 1820 roku. Był aktywnym członkiem Stowarzyszenia Ludu Polskiego w latach 1835–1837. Współorganizował powstanie krakowskie. Za przyczyną fundacji jego żony powstał Kościół św. Mikołaja w Lubzinie. Pochowany jest na krakowskim cmentarzu Rakowickim. Jego bratankiem był Leopold Paliszewski.